# Peter Ton
Petrus Nicolaas (Peter) Ton (Rotterdam, 16 april 1912 – Den Haag, 7 september 1940) was een Nederlands nationaalsocialistisch politiek activist.
Ton werd geboren in een arbeidersgezin. Omdat zijn vader op jonge leeftijd overleed, brak hij zijn studie aan de handelsschool af om als kostwinner voor zijn moeder en jongere zuster te kunnen zorgen. Hij werkte eerst zes jaar op kantoor en daarna zeven jaar - tot zijn dood - als magazijnmeester op een metaalfabriek. Ton was onder stamboeknummer 23214 lid van de Nationaal-Socialistische Beweging (NSB) van Anton Mussert. In Den Haag bekleedde hij de functie van NSB-blokleider. Ook was hij lid van de Weerbaarheidsafdeling (WA) van de NSB.
Op zaterdagmiddag 7 september 1940 marcheerden zo'n 200 leden van de Nationale Jeugdstorm, door enkele WA-mannen begeleid, door Den Haag. De rellerige sfeer leidde tot vechtpartijen, die al snel uit de hand liepen. De Haagse politie en enige toevallig aanwezige Duitse militairen mengden zich in de vechtpartijen. Bij hun pogingen de orde te herstellen maakten de politiemannen gebruik van hun vuurwapens: zij vuurden enige waarschuwingsschoten af. Enkele NSB'ers werden door de kogels getroffen en Peter Ton werd in zijn hoofd geraakt. Die avond overleed hij in het ziekenhuis.
Of een Haagse politiekogel inderdaad Tons dood veroorzaakt heeft, kon van Nederlandse zijde niet vastgesteld worden, omdat de sectie op het stoffelijk overschot slechts door de Duitsers werd verricht. Het is mogelijk dat Ton door een verdwaalde Duitse kogel geraakt is. Zijn dood bracht de NSB in grote opwinding: Ton was de eerste NSB'er die 'in functie' en voor zijn nationaalsocialistische idealen stierf. In het NSB-jargon van die tijd was Ton het eerste 'bloedoffer van de Beweging'. Het WA-vendel waartoe Ton had behoord kreeg ter herinnering zijn naam. In afwachting van het te bouwen NSB-mausoleum op de Goudsberg te Lunteren werd Ton begraven in Den Haag. Zijn begrafenisplechtigheid werd een manifestatie van de NSB, waarbij uit het hele land vele duizenden kameraden en kameraadskes aanwezig waren.
Mussert gebruikte de 'moord op Peter Ton' om te eisen dat de Duitse bezetter eindelijk in zou grijpen in het apparaat van justitie en politie. Hij kreeg zijn zin: Hanns Albin Rauter (hoogste baas van de SS en de politie in Nederland) ontsloeg op 8 september op staande voet de Haagse hoofdcommissaris van politie N.G. van der Meij. De bij het incident betrokken politieagenten had Rauter laten arresteren. Arthur Seyss-Inquart (de Duitse 'rijkscommissaris' en plaatsvervanger van Hitler in Nederland) en Rauter maakten van de gelegenheid gebruik om de leiding van de Nederlandse politie te centraliseren. Ook werden twee procureurs-generaal ontslagen.
 Portaal: Fascisme en nationaalsocialisme in Nederland · Fascisme · Nationaalsocialisme